# Ángela Segovia
Ángela Segovia Soriano (Las Navas del Marqués, 1987) es una poeta e investigadora española, ganadora del Premio Nacional de Poesía Joven Miguel Hernández 2017.

## Trayectoria
Segovia nació y pasó su adolescencia en la población abulense de Las Navas del Marqués, donde sus padres regentaban una panadería. En esa época, la autora se aficionó a la lectura de Cortazar, que la introdujo en el gusto vanguardista. Con 14 años, comenzó a leer intensivamente poesía mientras paseaba por los pinares, y estando aún en el instituto escribió su primer poema como un trabajo de clase. Se mudó a Madrid para estudiar Publicidad en la Universidad Complutense de Madrid y en 2007 publicó su primer poemario ¿Te duele? con el que ganó el V Premio Nacional de Poesía Joven Félix Grande en 2009. Más tarde, se licenció en Teoría de Literatura y Literatura Comparada en la misma universidad.[cita requerida]
Durante su estancia en París, empezó a fraguarse su segundo libro de paso a la ya tan que publicó en 2013. En ese mismo año, realizó en Barcelona un máster sobre Estudios Literarios y Culturales en la Universidad Autónoma de Barcelona. En 2014, inició un viaje por Perú y Chile para conocer de primera mano la poesía hispanoamericana. De vuelta a España, en 2015, consiguió una beca de creación de la Residencia de Estudiantes, y allí terminó su tercer poemario que había iniciado durante su estancia en Santiago de Chile, La curva se volvió barricada, un libro calificado por la crítica de «singular» y con el que ganó el Premio Nacional de Poesía Joven Miguel Hernández en 2017, concedido por el Ministerio de Educación, Cultura y Deporte y dotado con 20.000 euros. Según el jurado, le fue concedido «por representar la apertura de la poesía española hacia nuevos caminos que tienden puentes con nuevas formas de expresión artística y con la poesía hispanoamericana».
Además de en la poesía, ha hecho incursiones en el teatro alternativo con el proyecto Cuarto para niños vivos que no quisieron nacer con el que participó en los V Encuentros Magalia de Teatro Alternativo. Hizo las piezas de investigación escénico-poética Guerra-vacas (Espacio La Nave, Madrid, 2009), El muro esta noche el río eclíptico (Zírculo Inestable de Tiza, La Tabacalera, Madrid, 2011), Ganas dan decirte muchas de (Festival Intersecciones Poéticas, 2015) y Archiva vía metalada (Picnic Sessions, CA2M, Móstoles, 2015).
Desde hace varios años, participa en el Seminario de investigación en lenguas y lenguajes de los últimos días del euro Euraca, sobre poesía.
En 2017, tradujo al navero (habla de Las Navas del Marqués) el poemario CO CO CO U de Luz Pichel, escrito originariamente en la variante del gallego hablada en la lengua de la autora.
En 2022, publicó su primera novela titulada Las vitalidades.[cita requerida]

## Obra

### Poesía
- 2007 – ¿Te duele? Ayuntamiento de San Sebastián de los Reyes.
- 2013 – de paso a la ya tan. Ártese Quien Pueda Ediciones.
- 2016 – La curva se volvió barricada. Editorial La uÑa RoTa.
- 2018 – Amor divino. Editorial La uÑa RoTa.
- 2021 – Mi paese salvaje. Editorial La uÑa RoTa.
- 2024 - La hora del abejorro. Editorial La uÑa RoTa. Finalista del Premio de la Crítica de Castilla y León (2025)[12]

### Narrativa
- 2022 – Las vitalidades. Editorial La uÑa RoTa.

## Reconocimientos
En 2009, Ángela Segovia fue galardonada con el Premio Nacional de Poesía Joven Félix Grande por su primer poemario ¿Te duele?. Posteriormente, en 2017, recibió el Premio Nacional de Poesía Joven Miguel Hernández, que concede el Ministerio de Educación, Cultura y Deporte, por su obra La curva se volvió barricada. En 2024, fue finalista del Premio de la Crítica de Castilla y León con su obra Jara Morta.